# Опасни пут
Опасни пут је југословенски ратни филм из 1963. године први пут приказан 29. маја 1964. године. Режирао га је Мате Реља, а сценарио су написали Антон Инголић и Мате Реља.

## Радња
Радња филма се дешава за време Другог светског рата. У логору за Словенце у Шлезији, разболела се мала Милица. Она одбија сву храну и верује да ће оздравити само од јабука из родне земље. Дјечаци Славко и Јанко беже из логора како би јој донели тражене јабуке...

## Улоге
| Глумац          | Улога            |
| --------------- | ---------------- |
| Маринко Ћосић   | Славко           |
| Златко Ковачић  | Јанко            |
| Зоран Реља      | Дечак из циркуса |
| Вања Драх       | Јохан            |
| Златко Мадунић  | Ото              |
| Златко Црнковић | Вили             |
| Хермина Пипинић | Божена           |
| Марија Алексић  | Славкова мајка   |
| Ета Бортолаци   | Миличина мајка   |
| Виктор Бек      | Деда             |

Остале улоге  ▼
| Глумац        | Улога            |
| ------------- | ---------------- |
| Фрањо Фрук    | Машиновођа Марек |
| Велимир Хитил | Ложач Јосип      |
| Даина Ђори    | Милица           |
| Иво Фици      | Фелдвебел Маузер |

## Награде
На фестивалу у Венецији филм је награђен Златним лавом у категорији филмова за младе.